# Salina de Târgu Ocna
La mina de Târgu Ocna és una gran mina de sal situada a l'est de Romania al comtat de Bacău, prop de Târgu Ocna. Târgu Ocna representa una de les reserves de sal més grans de Romania amb reserves estimades de 229 milions de tones de NaCl.